# Camden (Maine)
Camden ist eine Town im Knox County des Bundesstaates Maine in den Vereinigten Staaten. Im Jahr 2020 lebten dort 5232 Einwohner in 3335 Haushalten auf einer Fläche von 69,02 km².

## Geografie
Nach dem United States Census Bureau hat Camden eine Gesamtfläche von 69,02 km², von der 47,24 km² Land sind und 21,78 km² aus Gewässern bestehen.

### Geografische Lage
Camden liegt im Osten des Knox Countys und grenzt an das Waldo County. Camden ist die östlichste Town auf dem Festland des Knox Countys. Im Norden des Gebietes befindet sich der Megunticook Lake und im Osten befindet sich die West Penobscot Bay des Atlantischen Ozeans. Der Camden Hills State Park nimmt den Nordosten des Gebietes der Town ein und im Westen befindet sich das Bald Mountain Preserve. Die Oberfläche des Gebietes ist hügelig und der 419 m hohe Mount Megunticook ist die höchste Erhebung auf dem Gebiet der Town. Das Village Camden liegt am Fuße umgebender Berge an einem kleinen Hafen.

### Nachbargemeinden
Alle Entfernungen sind als Luftlinien zwischen den offiziellen Koordinaten der Orte aus der Volkszählung 2010 angegeben.
- Norden: Lincolnville, Waldo County, 3,0 km
- Nordosten: Islesboro, Waldo County, 17,2 km
- Südosten: North Haven, 13,5 km
- Süden: Rockport, 3,5 km
- Westen: Hope, 13,6 km

### Stadtgliederung
In Camden gibt es mehrere Siedlungsgebiete: Camden, Dillingham Point, Lake City, Melvin Heights, Millville und Shermans Point.

### Klima
Die mittlere Durchschnittstemperatur in Camden liegt zwischen −7,2 °C (19 °Fahrenheit) im Januar und 20,6 °C (69 °Fahrenheit) im Juli. Damit ist der Ort gegenüber dem langjährigen Mittel der USA um etwa 6 Grad kühler. Die Schneefälle zwischen Oktober und Mai liegen mit bis zu zweieinhalb Metern mehr als doppelt so hoch wie die mittlere Schneehöhe in den USA; die tägliche Sonnenscheindauer liegt am unteren Rand des Wertespektrums der USA.

## Geschichte
Die Besiedlung von Camden begann im Jahr 1769, als James Richards sich mit seiner Familie aus New Hampshire kommend niederließ. Er hatte das Gebiet zunächst als Holzfäller erreicht, als er Bäume für britische Schiffsmasten gefällt hatte. Auch seine zwei Brüder ließen sich mit ihren Familien in Camden nieder. James Richards errichtete ein Sägewerk und eine Getreidemühle am Meguntiook River. Im Jahr 1779 wurden Gebäude am Hafen von Camden von den Briten niedergebrannt.
Camden wurde, damals noch Cambden geschrieben, am 17. Februar 1791 als eigenständige Town aus der Camden Plantation organisiert und in das Knox County eingegliedert. Benannt wurde Camden zunächst mit der Schreibweise Cambden nach Charles Pratt, 1. Earl Camden, von dem berichtet wurde, dass sich General Samuel Waldo mit ihm getroffen haben soll, um den Land-grant von 1768 für dieses Gebiet zu sichern. Nachdem der Sohn von Charles Pratt, John Pratt, 1. Marquess Camden, die Schreibweise des Namens in Camden geändert hatte, wurde auch der Name der Town angepasst.
Das Gebiet gehörte zum Waldo Patent, zuvor auch Muscongus Patent und eine Zeitlang wurde es Megunticook Plantation genannt nach dem indianischen Namen für das Gebiet. Im Jahr 1836 kam Land von Warren hinzu und 1891 spaltete sich die Town Rockport von Camden ab. An Rockport wurde 1893 weiteres Land abgegeben.
Eine erste Werft wurde im Jahr 1792 aufgebaut und 1820 gründeten sich eine Woll- und eine Papierfabrik am Megunticook River. Dampfschiffe erreichten im Jahr 1823 die Penobscot Bay und verbanden Camden mit Bosten und Bath. Dadurch erreichten im späten 19. Jahrhundert auch Touristen die Küstenlinie.
In Camden reichen die Berge bis an den Hafen und sind über viele Kilometer sichtbar. Der Mount Beatty wurde im Britisch-Amerikanischen Krieg mit einer Geschützstation ausgestattet, die eine Zwölf-Pfund-Kanone und eine 18-Pfund-Kanone umfasste und obwohl es keine Kanoniere und nur wenige Soldaten in Camden gab, hielt der Anschein von Verteidigungsbereitschaft die Briten fern.
Die ehemalige Eisenbahngesellschaft Rockport Railroad unterhielt eine Strecke von Rockport nach Simonton Corners, welche nach dem Bau der Straßenbahnstrecke Rockland, Thomaston and Camden Street Railway überflüssig und eingestellt wurde. Die Straßenbahnstrecke selbst wurde 1931 eingestellt.
Camden und der Hafen von Camden dienten in mehreren Filmen als Filmset, so wurden im Hafen Szenen für die Filme Karussell (1956) und Ein Sommer in Long Island gedreht, auch ist Camden die Kulisse für den Film In the Bedroom von Todd Field.

### Regelmäßige Veranstaltungen
Jährlich seit der Gründung 2005 findet in Camden das Camden International Film Festival (CIFF) statt, das sich ausschließlich dem Dokumentarfilm widmet. Aufgrund der guten Beteiligungsentwicklung (Filmer, Geldgeber, freiwillige Helfer) wurde das Filmfestival 2009 ergänzt durch die Gründung des ebenfalls jährlich stattfindenden Points North Forum, ein Gesprächs- und Debattenforum für die professionellen Dokumentarfilmer in den Vereinigten Staaten und weltweit. In einer Partnerschaft mit dem Tribeca Film Institute kam 2015 das Camden/TFI Retreat dazu, eine jeweils einwöchige Weiterbildung für eine neue Generation US-amerikanischer Dokumentarfilmer, die kreative, kinotaugliche Filme anstreben, die starke Persönlichkeiten ins Zentrum ihres filmischen Schaffens stellen. Diese Künstlerprogramme sind seither ausdifferenziert worden, es entstanden: die Shortform Editing Residency, die North Star Fellowship, Points North 1:1 Meetings und das 4th World Indigenous Media Lab.

### Einwohnerentwicklung
| Volkszählungsergebnisse – Town of Camden, Maine | Volkszählungsergebnisse – Town of Camden, Maine | Volkszählungsergebnisse – Town of Camden, Maine | Volkszählungsergebnisse – Town of Camden, Maine | Volkszählungsergebnisse – Town of Camden, Maine | Volkszählungsergebnisse – Town of Camden, Maine | Volkszählungsergebnisse – Town of Camden, Maine | Volkszählungsergebnisse – Town of Camden, Maine | Volkszählungsergebnisse – Town of Camden, Maine | Volkszählungsergebnisse – Town of Camden, Maine | Volkszählungsergebnisse – Town of Camden, Maine |
| Jahr                                            | 1700                                            | 1710                                            | 1720                                            | 1730                                            | 1740                                            | 1750                                            | 1760                                            | 1770                                            | 1780                                            | 1790                                            |
| ----------------------------------------------- | ----------------------------------------------- | ----------------------------------------------- | ----------------------------------------------- | ----------------------------------------------- | ----------------------------------------------- | ----------------------------------------------- | ----------------------------------------------- | ----------------------------------------------- | ----------------------------------------------- | ----------------------------------------------- |
| Einwohner                                       |                                                 |                                                 |                                                 |                                                 |                                                 |                                                 |                                                 |                                                 |                                                 | 331                                             |
| Jahr                                            | 1800                                            | 1810                                            | 1820                                            | 1830                                            | 1840                                            | 1850                                            | 1860                                            | 1870                                            | 1880                                            | 1890                                            |
| Einwohner                                       | 872                                             | 1607                                            | 1825                                            | 2200                                            | 3005                                            | 4005                                            | 4588                                            | 4512                                            | 4386                                            | 4621                                            |
| Jahr                                            | 1900                                            | 1910                                            | 1920                                            | 1930                                            | 1940                                            | 1950                                            | 1960                                            | 1970                                            | 1980                                            | 1990                                            |
| Einwohner                                       | 2825                                            | 3015                                            | 3403                                            | 3606                                            | 3554                                            | 3670                                            | 3988                                            | 4115                                            | 4584                                            | 5060                                            |
| Jahr                                            | 2000                                            | 2010                                            | 2020                                            | 2030                                            | 2040                                            | 2050                                            | 2060                                            | 2070                                            | 2080                                            | 2090                                            |
| Einwohner                                       | 5254                                            | 4850                                            | 5232                                            |                                                 |                                                 |                                                 |                                                 |                                                 |                                                 |                                                 |

## Kultur und Sehenswürdigkeiten

### Bauwerke
In Camden wurden drei Distrikte und mehrere Objekte, darunter einige Schiffe unter Denkmalschutz gestellt und ins National Register of Historic Places aufgenommen.
District
- Camden Great Fire Historic District 2007 unter der Register-Nr. 06001221[13]
- Chestnut Street Historic District 1991 unter der Register-Nr. 91000325[14]
- High Street Historic District 1989 unter der Register-Nr. 88001843[15]

Bauwerke

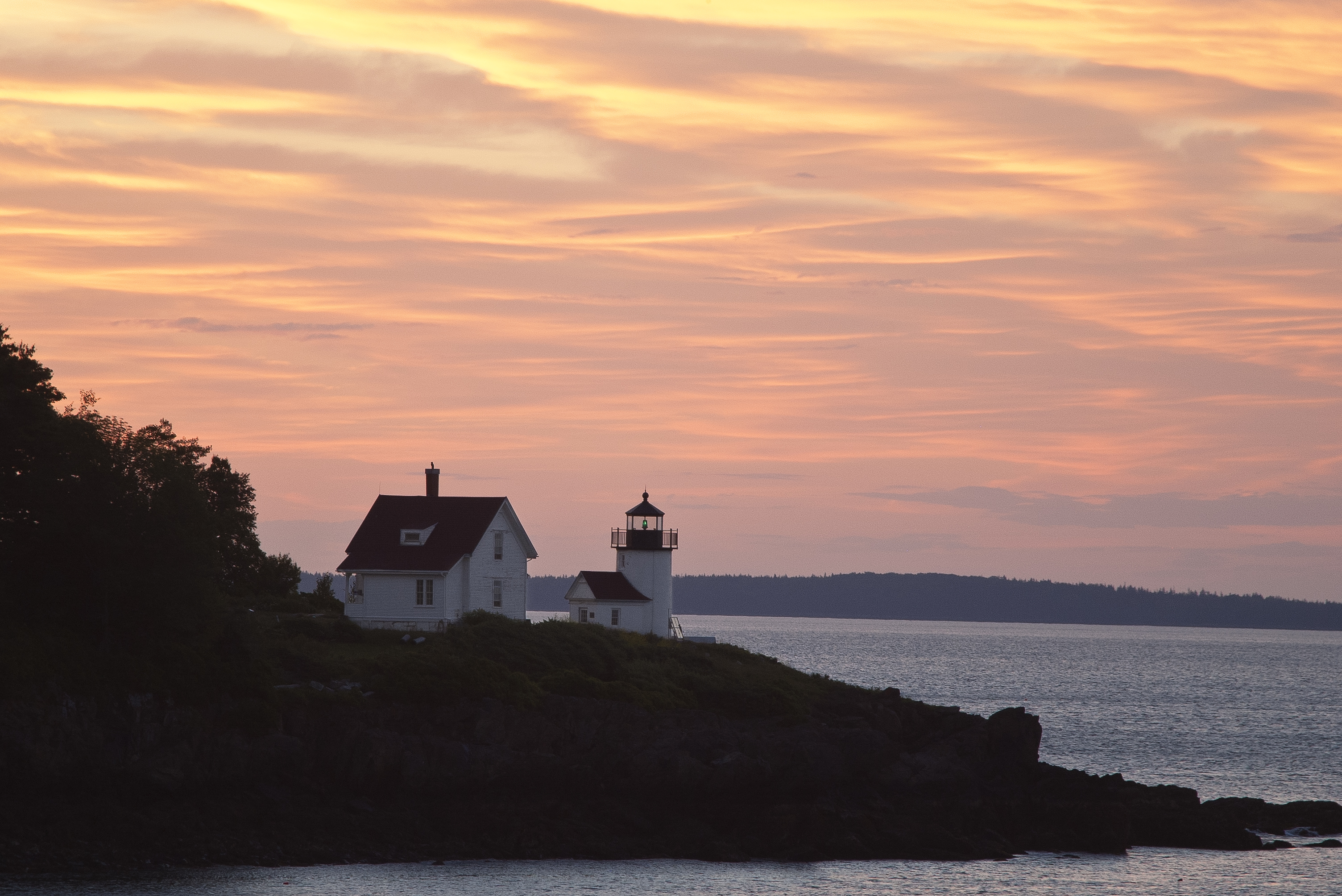
Curtis Lighthouse

- American Boathouse 1982 unter der Register-Nr. 82000761[16]
- Camden Opera House Block 1986 unter der Register-Nr. 86003539[17]
- Camden Amphitheater and Public Library 2013 unter der Register-Nr. 13000285[18]
- Camden Yacht Club 1980 unter der Register-Nr. 80000378[19]
- Conway House 1969 unter der Register-Nr. 69000010[20]
- Curtis Island Light 1973 unter der Register-Nr. 73000263[21]
- Norumbega Castle 1974 unter der Register-Nr. 74000174[22]
- Norumbega Carriage House 1982 unter der Register-Nr. 82000766[23]
- US Post Office-Camden Main 1986 unter der Register-Nr. 86002960[24]

Schiffe

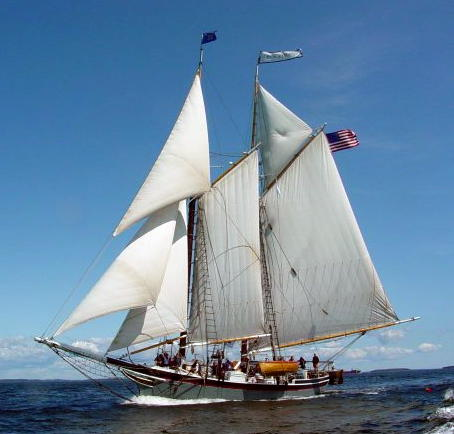
Lewis R. French

- Grace Bailey (two-masted schooner) 1990 unter der Register-Nr. 90001466[25]
- Lewis R. French (schooner) 1991 unter der Register-Nr. 82005263[26]
- Mercantile (schooner) 1990 unter der Register-Nr. 82005265[27]
- Surprise (schooner) 1991 unter der Register-Nr. 91000771[28]

### Parks
Im Nordosten von Camden liegt der Camden Hills State Park. Der Park ist 23 km² groß und es bieten sich Aussichten über die Penobscot Bay bis zum Cadillac Mountain im Acadia National Park.
Das Bald Mountain Preserve, ein weiteres Wandergebiet und Naturpark, liegt im Westen des Gebietes von Camden. Es befindet sich im Besitz des Coastal Mountains Land Trust, der sich zum Ziel gesetzt hat, die Natur zu bewahren.

## Wirtschaft und Infrastruktur

### Verkehr
Der U.S. Highway 1 verläuft entlang der Küstenlinie von Camden in nordsüdlicher Richtung. In nordwestlicher Richtung zweigen die Maine State Route 52 und die Maine State Route 105 in Richtung Megunticook Lake ab.

### Öffentliche Einrichtungen

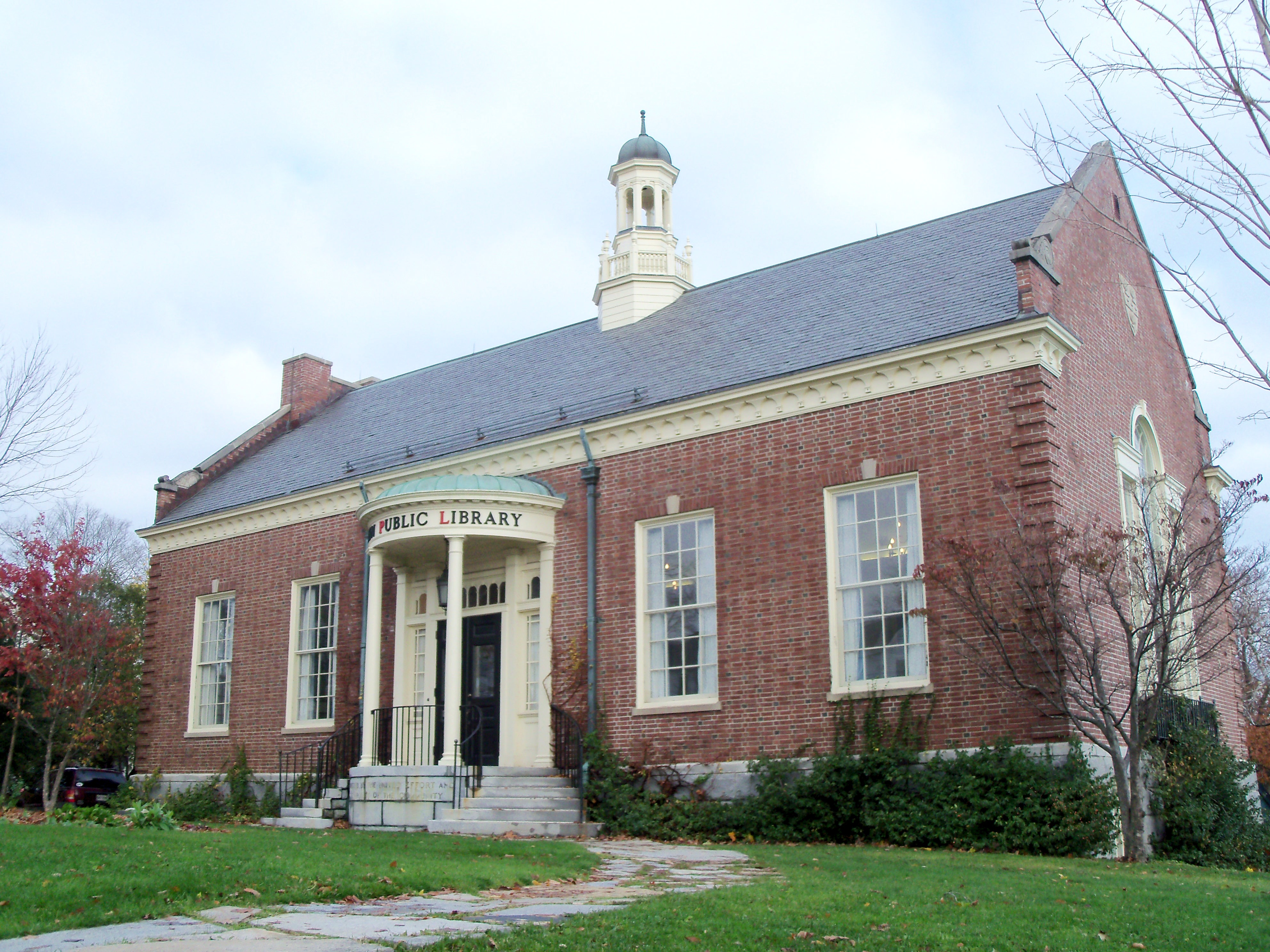
Camden Public Library

Es gibt mehrere medizinische Einrichtungen oder Krankenhäuser in Camden.
In Camden befindet sich die Camden Public Library. Sie geht zurück auf die Federal Society’s Library, die bereits 1796 mit einem Bestand von 200 Büchern gegründet wurde. Nach 34 Jahren wurde sie geschlossen und 1854 eröffnete die Ladies’ Library Association eine neue Bücherei zunächst in einem Wohnhaus, später wurde sie verlegt in die erste Etage des Camden National Bank Buildings, bis dieses bei einem Feuer 1892 abbrannte. Die Camden Public Library wurde am 23. März 1896 gegründet und ein neues Gebäude für die Bücherei am 11. Juni 1928 eröffnet. Im Jahr 1996 wurde sie stark erweitert.

### Bildung
Camden gehört zusammen mit Appleton, Hope, Lincolnville und Rockport zum Five Town School Districts. Sie bilden den MSAD 28 und die Union 69.
Im Schulbezirk werden den Schulkindern mehrere Schulen angeboten:
- Camden Hills Regional High School Schulklassen 9–12, in Camden
- Camden-Rockport Middle School Schulklassen 5–8, in Camden
- Camden-Rockport Elementary School Schulklassen K-4, in Camden
- Appleton Village School Schulklassen K-8, in Appleton
- Hope Elementary School Schulklassen K-8, in Hope
- Lincolnville Central School Schulklassen K-8, in Lincolnville

## Persönlichkeiten

### Söhne und Töchter der Stadt
- Caitlin Fitzgerald (* 1983), Schauspielerin und Filmproduzentin

### Persönlichkeiten, die vor Ort gewirkt haben
- Tess Gerritsen (* 1953), Schriftstellerin
- Joseph Hall (1793–1859), Posthalter, Polizeichef und Politiker
- Harvey Picker (1915–2008), Geschäftsmann, Lehrer, Erfinder und Philanthrop
- Richard Russo (* 1949), Schriftsteller
- Jo Ann Simon (* 1946), Schriftstellerin